# Broby (Zweden)
Broby is de hoofdplaats van de gemeente Östra Göinge in het Zweedse landschap Skåne en de provincie Skåne län. De plaats is echter niet de grootste plaats van deze gemeente. De plaats heeft 2931 inwoners (2005) en een oppervlakte van 377 hectare.
De directe omgeving van Broby bestaat uit zowel landbouwgrond als bos, ook loopt de rivier de Helge å door de plaats. De stad Kristianstad ligt zo'n dertig kilometer ten zuiden van het dorp en de stad Hässleholm zijn vijfentwintig kilometer ten westen van het dorp.
Het openluchtmuseum Broby Hembygdspark is een van Zwedens oudste en grootste openluchtmusea met een verzameling van gebouwen, klederdracht en textiel. Het initiatief voor het park werd in 1921 gedaan door Pehr Johnsson. In de plaats ligt de kerk Östra Broby kyrka.

## Verkeer en vervoer
Bij de plaats lopen de Riksväg 19 en Länsväg 119.
De plaats had vroeger een station aan de Östra Skånes Järnvägar.

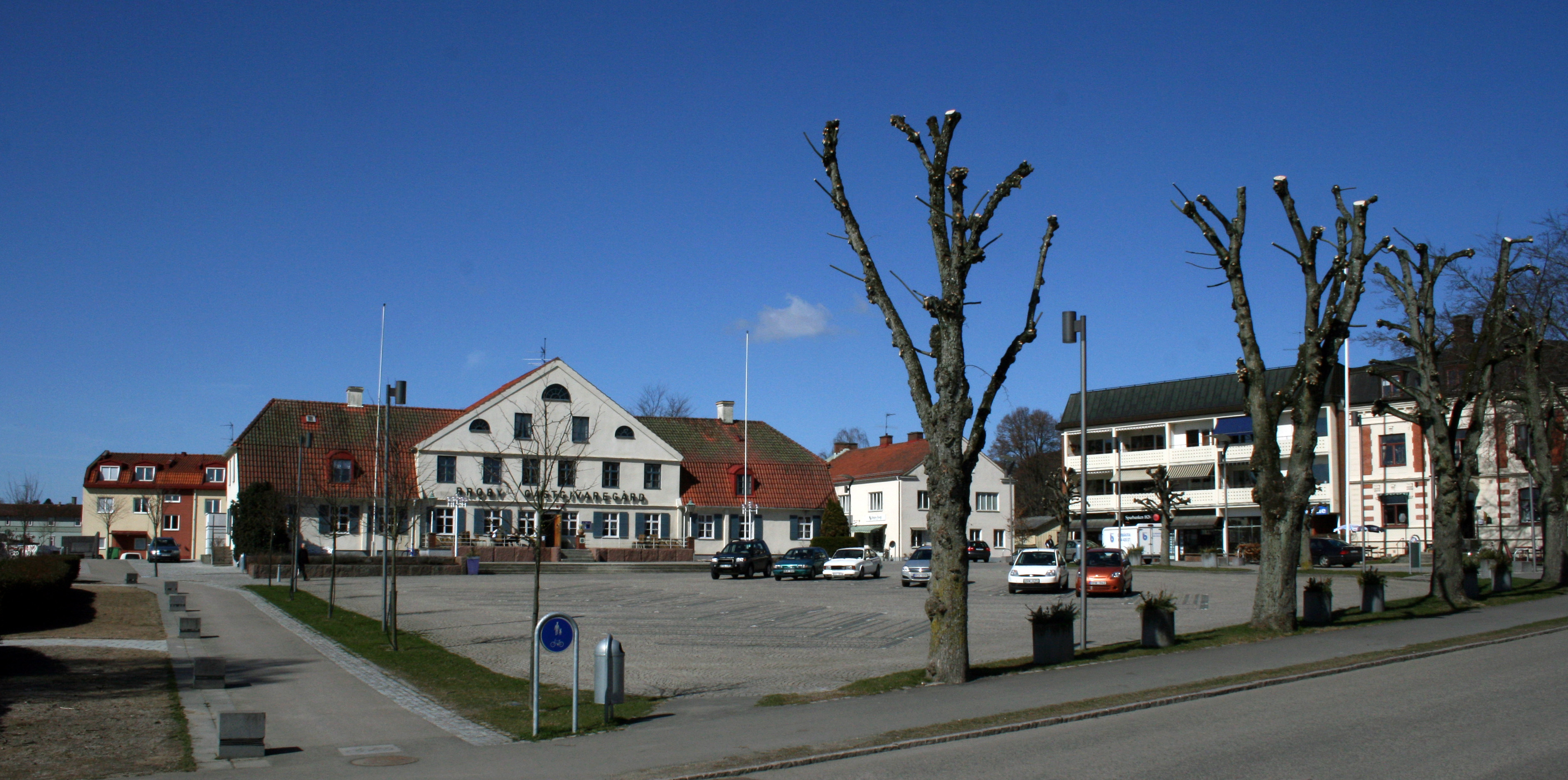
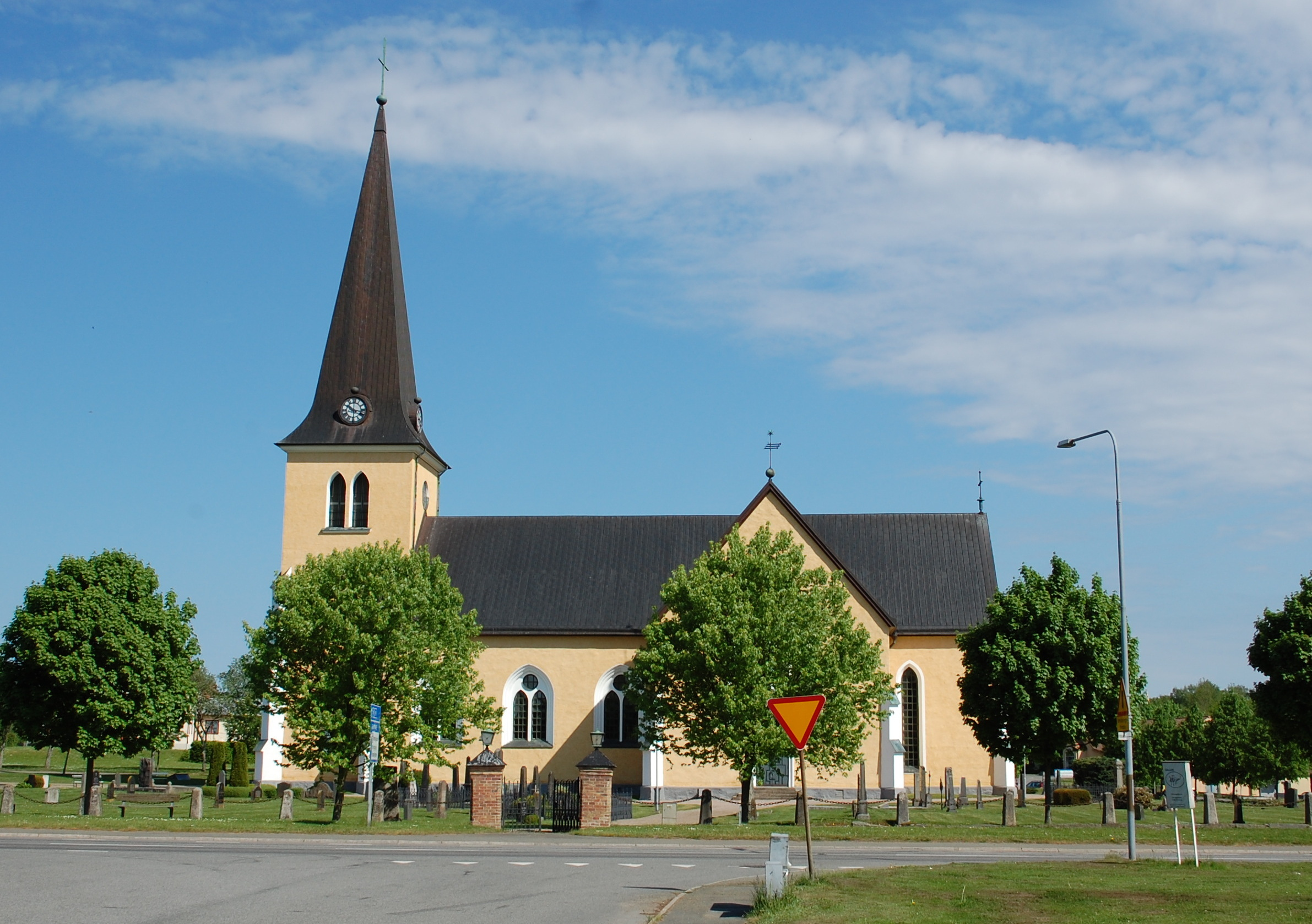
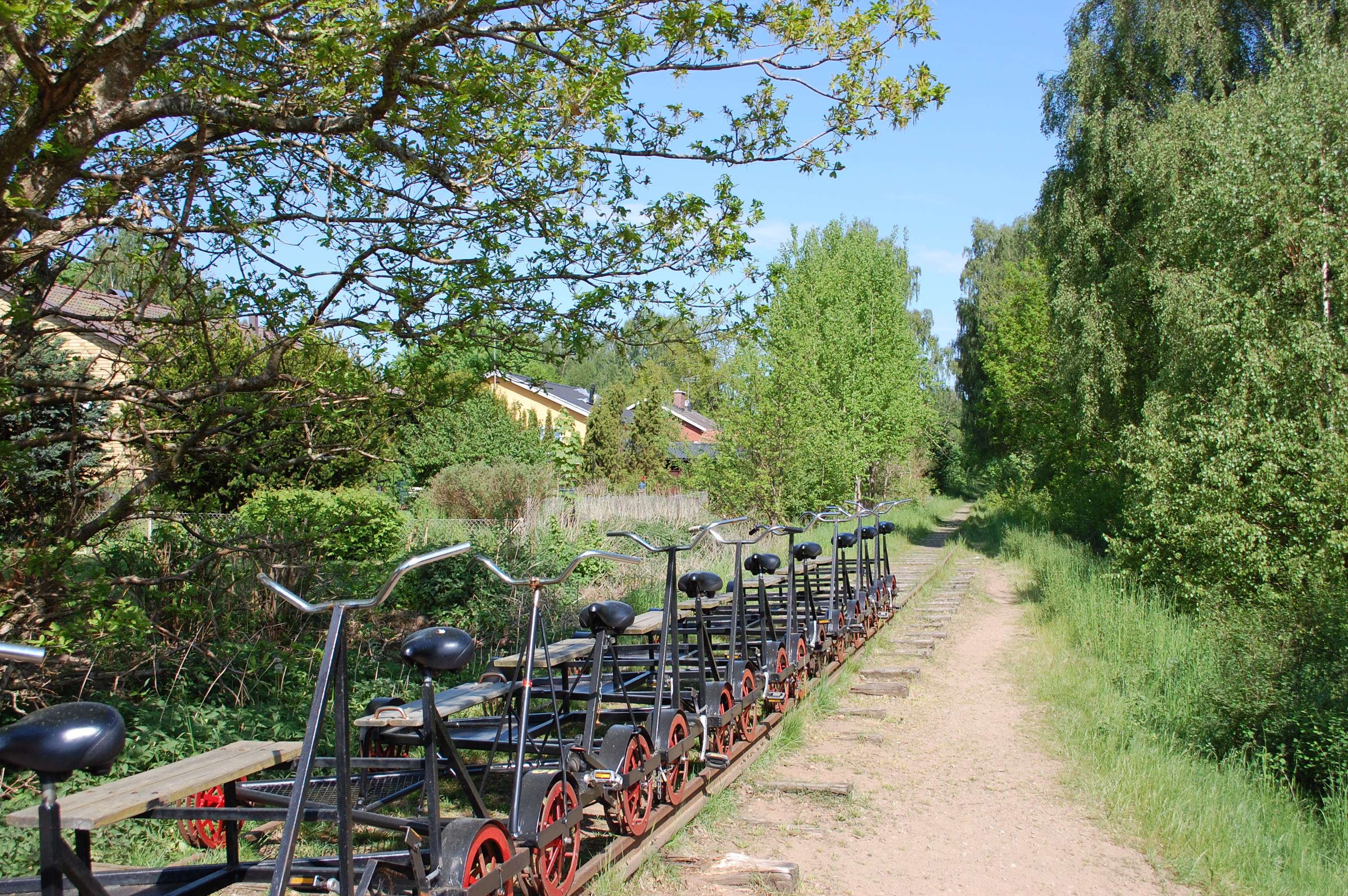
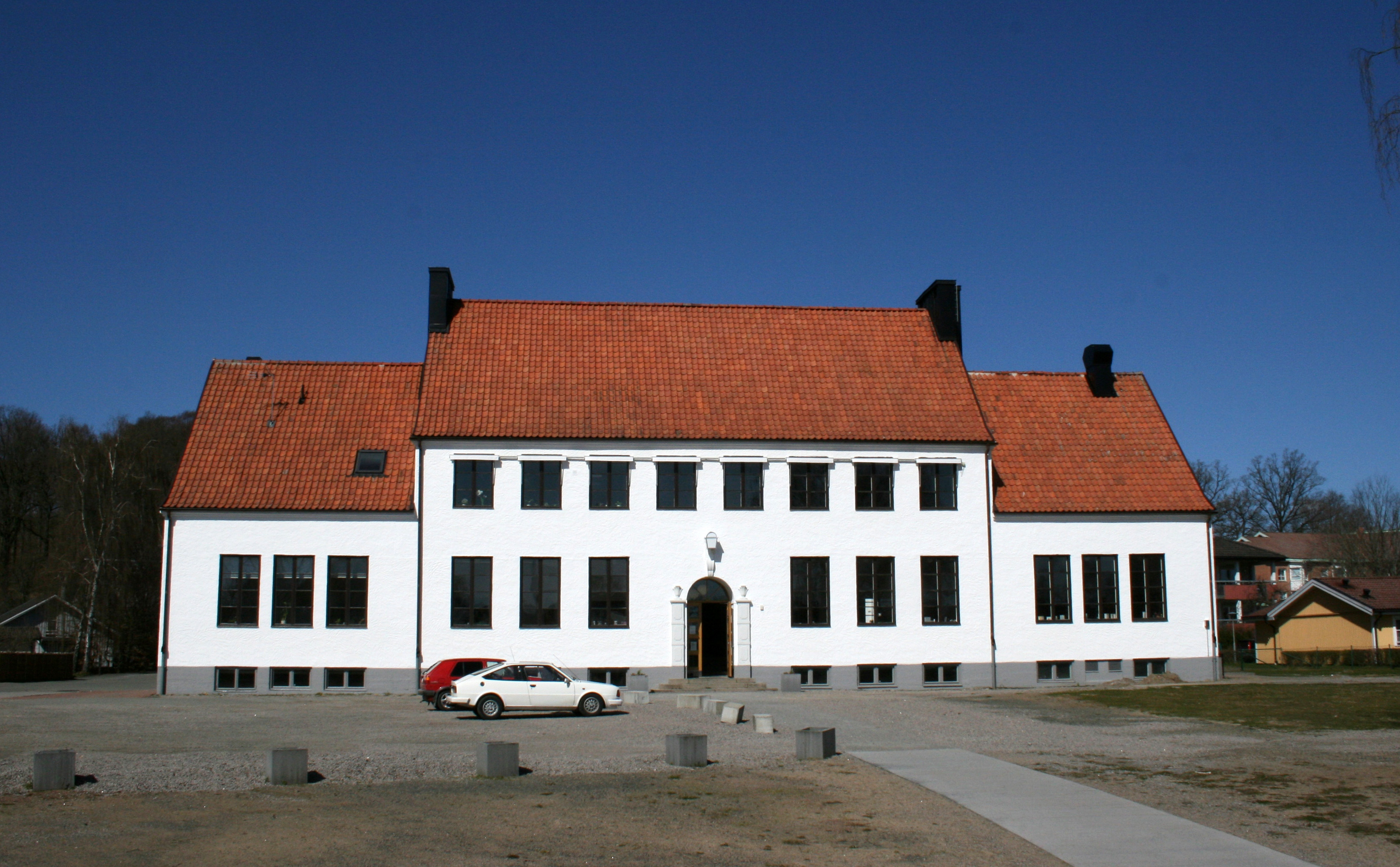
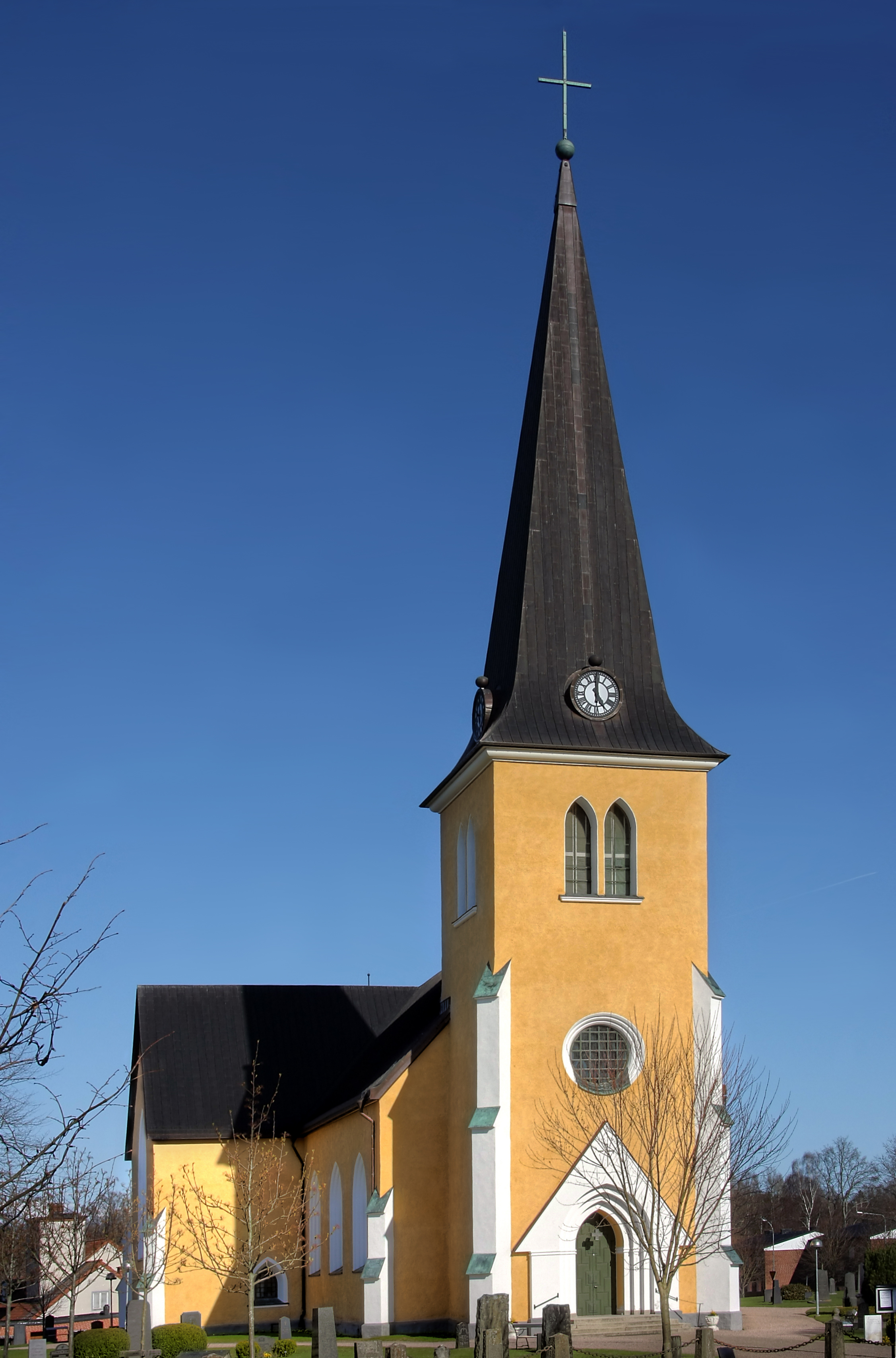